# Каган Абрам Якович
Абрам Якович Каган (нар. 27 грудня 1900 (9 січня 1901), Бердичів — 17 грудня 1965, Київ) — єврейський письменник.

## Біографія
Народився 27 грудня 1900 року (9 січня 1901 року) в Бердичеві в сім'ї дрібного крамаря. У 1919 році закінчив Бердичівське комерційне училище, після чого тривалий час учителював у трудових школах. Водночас співробітничав у єврейських періодичних виданнях, зокрема в газеті «Ейнікайт».
Друкуватися почав 1922 року після того, як переїхав до Харкова. Першу книжечку віршів під назвою «Karbn» («Борозни») видав 1923 року. Після цього писав лише прозу. Окремими виданнями вийшли збірки новел «Свиня», «Уламки», «Оповідання». Деякі його твори були перекладені українською мовою. Автор романів «Енергія», «Арн Ліберман», «Шолом Алейхем» та інших.
В передвоєнний час став активним співробітником єврейської секції Всеукраїнської спілки пролетарських письменників та працював секретарем редакції єврейського щомісячника пролетарської літератури «Prolit».

Могила Абрама Кагана

Коли почалася німецько-радянська війна, евакуювався до Башкирії, після перемоги повернувся до Києва.
24 січня 1949 року був заарештований у справі космополітів і засуджений на 15 років спецтаборів. Реабілітований 9 січня 1956 року. Знову повернувся до Києва, написав нові твори, серед яких роман «Преступление и совесть» про «справу Бейліса».
Був одружений з Оленою Каган. Мав сина Льва, який загинув у німецько-радянській війні під час оборони Севастополя.
Мешкав в Києві у будинку письменників «Роліті». Помер в Києві 17 грудня 1965 року. Похований на Байковому кладовищі (ділянка № 1).